# Blood Lake: L'Attaque des lamproies tueuses
Pour plus de détails, voir Fiche technique et Distribution.
Blood Lake: L'Attaque des lamproies tueuses est un film d'horreur de science-fiction réalisé par James Cullen Bressack et mettant en vedette Shannen Doherty, Jason Brooks, Christopher Lloyd, Ciara Hanna, Fred Stoller, Jeremy Wade et Zack Ward. Le film a été distribué par The Asylum. Il a été diffusé pour la première fois aux États-Unis sur la chaîne de télévision par câble Animal Planet le dimanche 25 mai 2014 à 20h00, et est sorti en DVD le mardi suivant,.

## Synopsis
Ted Jargenson, un employé d’entretien de la ville, vérifie un tuyau isolé en bordure de route lorsqu’il est attaqué et tué par plusieurs lamproies affamées. Environ une semaine plus tard, Michael Parker, sa femme Cate, sa fille Nicole et son fils Kyle déménagent dans la petite ville au bord du lac pour l’été, alors que Michael est chargé de contrôler la population de lamproies dans le lac Charlevoix. En rencontrant le département local de la pêche et de la faune, composé de Will, Rich et Marcy, Michael apprend que ces lamproies ont particulièrement faim et semblent se nourrir agressivement de la population de poissons, la détruisant efficacement. Le maire, Bruce Akerman, exige que Michael règle le problème dans la journée afin qu’aucun revenu touristique ne soit perdu pour la ville.
Bientôt, les lamproies commencent à se nourrir des gens, attaquant d’abord Rich quand il part sur le lac pour essayer d’effectuer le compte des lamproies. Son corps est retrouvé et amené à la morgue où des lamproies jaillissent de sa cage thoracique et tuent le coroner, avant de s’échapper dans les tuyaux et de s’infiltrer dans le système d’eau. Malgré cela, le maire Akerman refuse toujours de fermer le lac et Michael parle lui-même à la presse. Quand le maire Akerman voit cela, il fait licencier Michael en appelant le patron de Michael pour lui demander une faveur.
Pendant ce temps, Ellen, la voisine estivale coquette de Michael et Cate, invite son garçon de piscine Alex à nettoyer sa piscine. Elle compte bien le séduire en le surprenant dans la piscine quand il y arrive. Alex a par hasard commencé une aventure estivale avec Nicole et l’invite avec lui chez Ellen, après avoir été informé qu’Ellen fera des courses. Après leur arrivée, les deux découvrent dans la piscine le corps d’Ellen dévoré par les lamproies. Cate entend leurs cris et court à côté pour appeler la police. Un officier de police arrive et il est rapidement mangé par les lamproies dans la piscine, ce qui permet à Cate, Nicole et Alex de s’échapper.
Les lamproies attaquent la ville en masse, à travers les tuyaux et toutes les sources d’eau à l’extérieur. Cate et Nicole vont sauver le jeune Kyle (qui est allé à la plage plus tôt lorsque les lamproies commencent à attaquer) tandis qu’Alex va voir sa propre famille. Le maire Ackerman est également tué par une lamproie qui pénètre dans son corps alors qu’il est assis sur les toilettes. Will convainc Michael de l’aider malgré son licenciement. Ils voient Marcy être attaquée et tuée par des lamproies. Ils prévoient de fermer le système d’eau principal avant que les lamproies puissent s’échapper dans le lac Michigan, et découvrent plusieurs morts dans toute la ville, y compris le maire.
Ils rencontrent Cate et Nicole, qui sont occupés à essayer de sauver Kyle d’un grenier où il s’est barricadé. Ils réussissent une fois qu’Alex se présente avec une échelle et que tout le monde est capable de s’échapper de la ville. Ils décident d’utiliser les sels biologiques des foies des lamproies mortes pour attirer les vivantes vers la centrale électrique principale où ils veulent les électrocuter. Ils réussissent finalement dans leur plan d’électrocuter toutes les lamproies, mais Will est victime des lamproies. Alors que toute la ville nettoie les dommages et que Michael et sa famille partent, ayant apparemment résolu la crise, une lamproie attaque un membre de l’équipe de nettoyage.

## Distribution
- Jason Brooks : Michael Parker
- Shannen Doherty : Cate Parker
- Zack Ward : Will
- Christopher Lloyd : le maire Bruce Akerman
- Ciara Hanna : Nicole Parker
- Koosha Yar : Kyle Parker
- Fred Stoller : Rich
- Rachel True : Marcy
- Jeremy Wade : l’expert en lamproies
- Susie Abromeit : Ellen
- Jody Barton : Jim
- Nicholas Adam Clark : Alex
- Mark Christopher Lawrence : Ted Jargenson
- Mike Jerome Putnam : Officier Samuels
- Ase Justice : un sans-abri

## Accueil

### Réception critique
Dread Central a noté le film avec une note de 2,5 sur 5, déclarant que le film « n’atteint jamais tout à fait les sommets vertigineux des films cultes similaires Mutations et La Nuit des vers géants ». HorrorNews.net a donné au film une critique positive, écrivant : « C’est ringard, auto-référencé, n’a pas de prétention du tout, et c’est juste un bon moment stupide. Si vous vous y lancez en vous attendant à un film d’horreur, vous le détesterez. Mais si vous y entrez en réalisant que c’est une farce, vous apprécierez chaque minute. ».
Le New York Times a passé en revue le film ainsi qu’un autre film présenté en première à la télévision la nuit précédente sur Chiller, Deep in the Darkness. Le film a été principalement critiqué par la méthode de mort donnée au personnage de Christopher Lloyd, le critique le qualifiant de « révoltant d’une manière qui peut vous hanter longtemps après la fin de ce film autrement peu mémorable ». Andre Manseau de Arrow in the Head a attribué au film une note de 4 sur 10, critiquant le jeu d’acteur rigide, les effets spéciaux médiocres et les personnages erratiques, bien qu’il ait eu des sentiments différents sur le personnage et la mort de Christopher Lloyd, disant « il a la meilleure scène de mort du film ». La revue compare également Blood Lake à d’autres séries de films sur les créatures tueuses de lacs comme Lake Placid, Piranha et même le Sharknado de The Asylum, mais affirme qu’il n’atteint jamais leur niveau de divertissement.